# Hellbilly Deluxe 2
A Hellbilly Deluxe 2 (teljes nevén: Hellbilly Deluxe 2: Noble Jackals, Penny Dreadfuls and the Systematic Dehumanization of Cool) Rob Zombie szóló-pályafutásának negyedik nagylemeze. Az album felvételei 2008 végén készültek. Eredetileg 2009. november 10-én jelent volna meg, ám ezt elhalasztották november 17-ére. A kiadás még jobban elcsúszott mert Rob kiadót váltott. A Geffen-től a Roadrunner-hez szerződött. Az album 2010. február 2-án jelenik meg.

## Az album dalai
Az összes dal Rob Zombie és John5 szerzeménye, a kivételek külön feltüntetve.
| 1.    | Jesus Frankenstein                         |                                              | 5:21 |
| 2.    | Sick Bubble-Gum                            |                                              | 3:44 |
| 3.    | What?                                      |                                              | 2:47 |
| 4.    | Mars Needs Women                           |                                              | 4:58 |
| 5.    | Werewolf, Baby!                            |                                              | 3:59 |
| 6.    | Virgin Witch                               |                                              | 3:39 |
| 7.    | Death and Destiny Inside the Dream Factory |                                              | 2:19 |
| 8.    | Burn                                       |                                              | 3:04 |
| 9.    | Cease to Exist                             |                                              | 3:39 |
| 10.   | Werewolf Women of the SS                   |                                              | 3:01 |
| 11.   | The Man Who Laughs                         | Rob Zombie, John 5, Piggy D., Tommy Clufetos | 9:44 |
| 46:15 |                                            |                                              |      |

## Közreműködők
- Rob Zombie – ének
- John5 – gitár
- Piggy D. – basszusgitár
- Tommy Clufetos – dobok

## Fordítás
Ez a szócikk részben vagy egészben  a   Hellbilly Deluxe 2 című angol Wikipédia-szócikk fordításán alapul.  Az eredeti cikk szerkesztőit annak laptörténete sorolja fel. Ez a jelzés csupán a megfogalmazás eredetét és a szerzői jogokat jelzi, nem szolgál a cikkben szereplő információk forrásmegjelöléseként.